# وينستون ريد
وينستون ويريمو ريد (بالدنماركية: Winston Reid) (مواليد 3 يوليو 1988 في نورث شور) لاعب كرة قدم نيوزيلندي يلعب حالياً لصالح نادي وست هام يونايتد الإنجليزي منذ 2010 .

## المسيرة الدولية
شارك ريد في 6 مباريات مع منتخب نيوزيلندا وسجل هدفاً واحداً وهو الذي منح به التعادل في الوقت بدل الضائع أمام سلوفاكيا في كأس العالم 2010.

## روابط خارجية
- وينستون ريد على موقع الاتحاد الدولي (مؤرشف)  (الإنجليزية)
- وينستون ريد على موقع الدوري الأمريكي (الإنجليزية)
- وينستون ريد على موقع إي إس بي إن إف سي (الإنجليزية)
- وينستون ريد على موقع قاعدة بيانات كرة القدم.إي يو (الإنجليزية)
- وينستون ريد على موقع ليكيب (الفرنسية)
- وينستون ريد على موقع ناشيونال فوتبول تيمز (الإنجليزية)
- وينستون ريد على موقع Soccerbase.com (لاعب) (الإنجليزية)
- وينستون ريد على موقع Soccerway.com (الإنجليزية)
- وينستون ريد على موقع عالم كرة القدم.نت (الإنجليزية)
- وينستون ريد على موقع كووورة